# 부흥역
부흥역(復興驛)은 조선민주주의인민공화국 평양시 평천구역에 있는 평양 지하철도 만경대선의 역이다. 부역명은 화력발전소이다

## 역 구조
승강장은 1면 2선인 섬식 승강장이다. 역사는 지상에 위치하고 있다. 개찰구로부터 승강장까지는 에스컬레이터로 이동한다. 넓은 돔형의 구내에는 조명으로 샹들리에가 사용되지만 어려운 전력 사정으로 별로 밝지 않다.
승강장
| 상행 | ●만경대선 | 당역 종착(하차 전용) |
| 하행 | ●만경대선 | 영광·붉은별 방면     |

- 승강장 번호는 없다.

## 역 주변
- 만수대창작사
- 평양화력발전소

## 사진

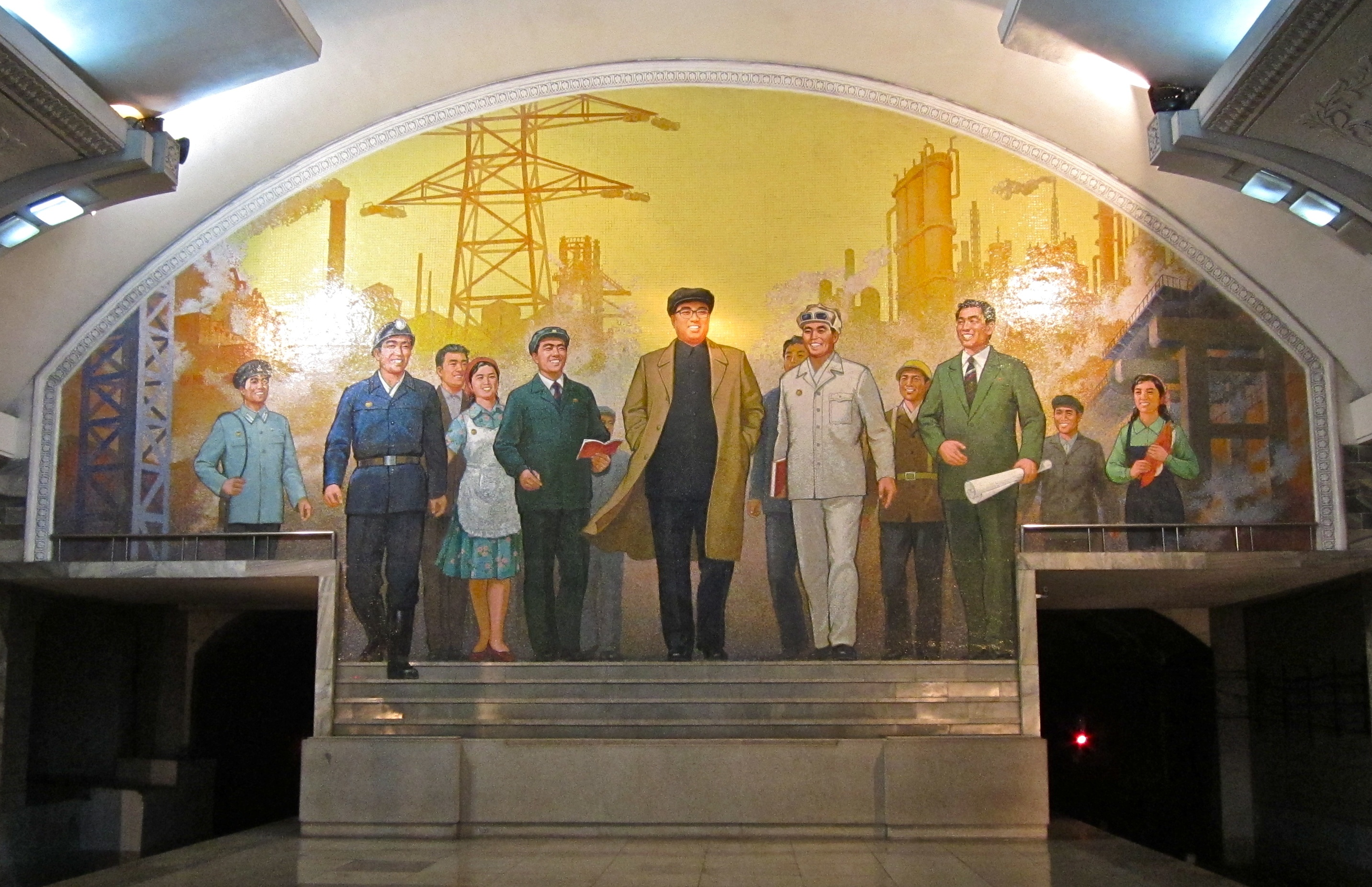
부흥역의 벽화
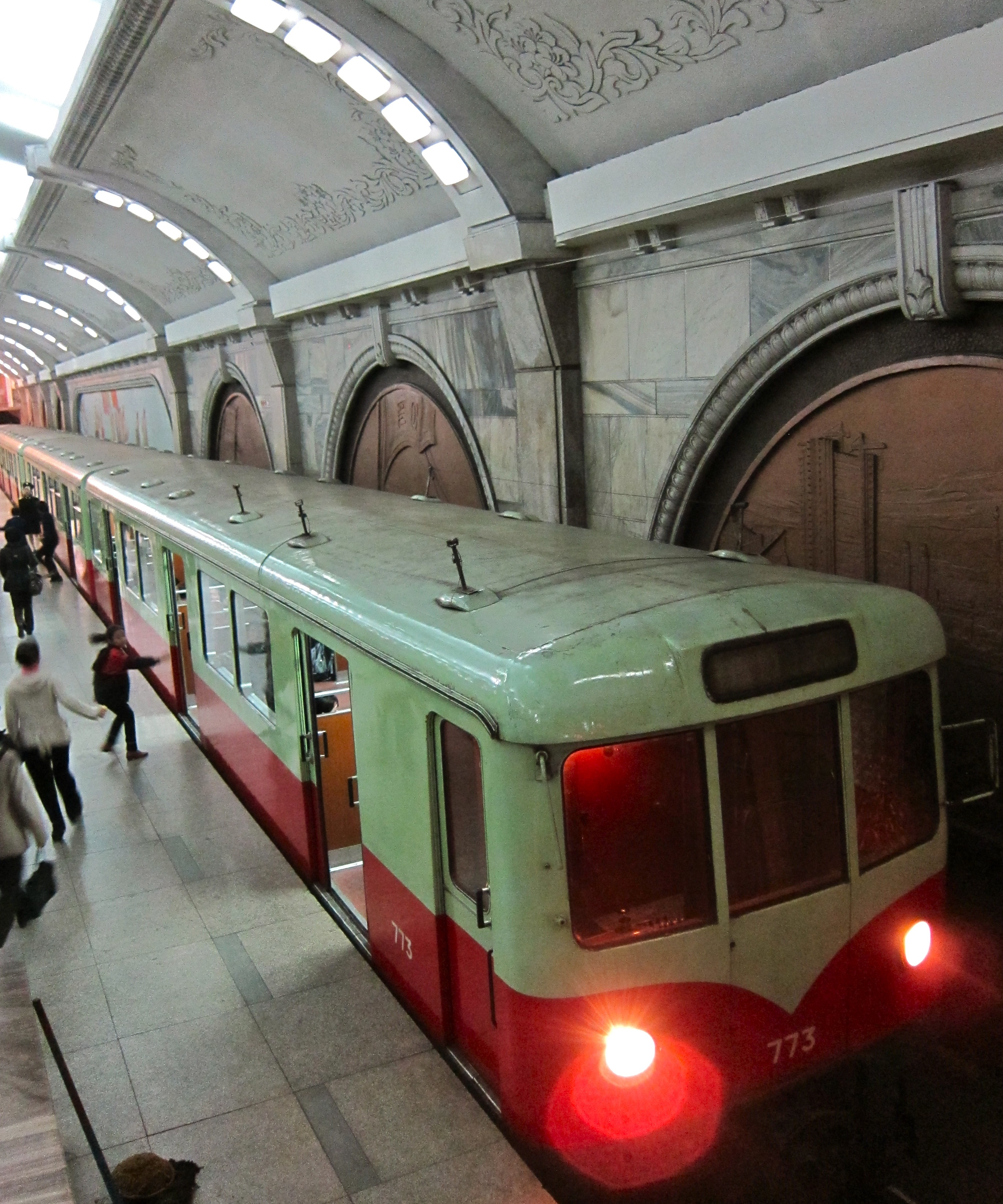
부흥역에 대기중인 전동차의 모습
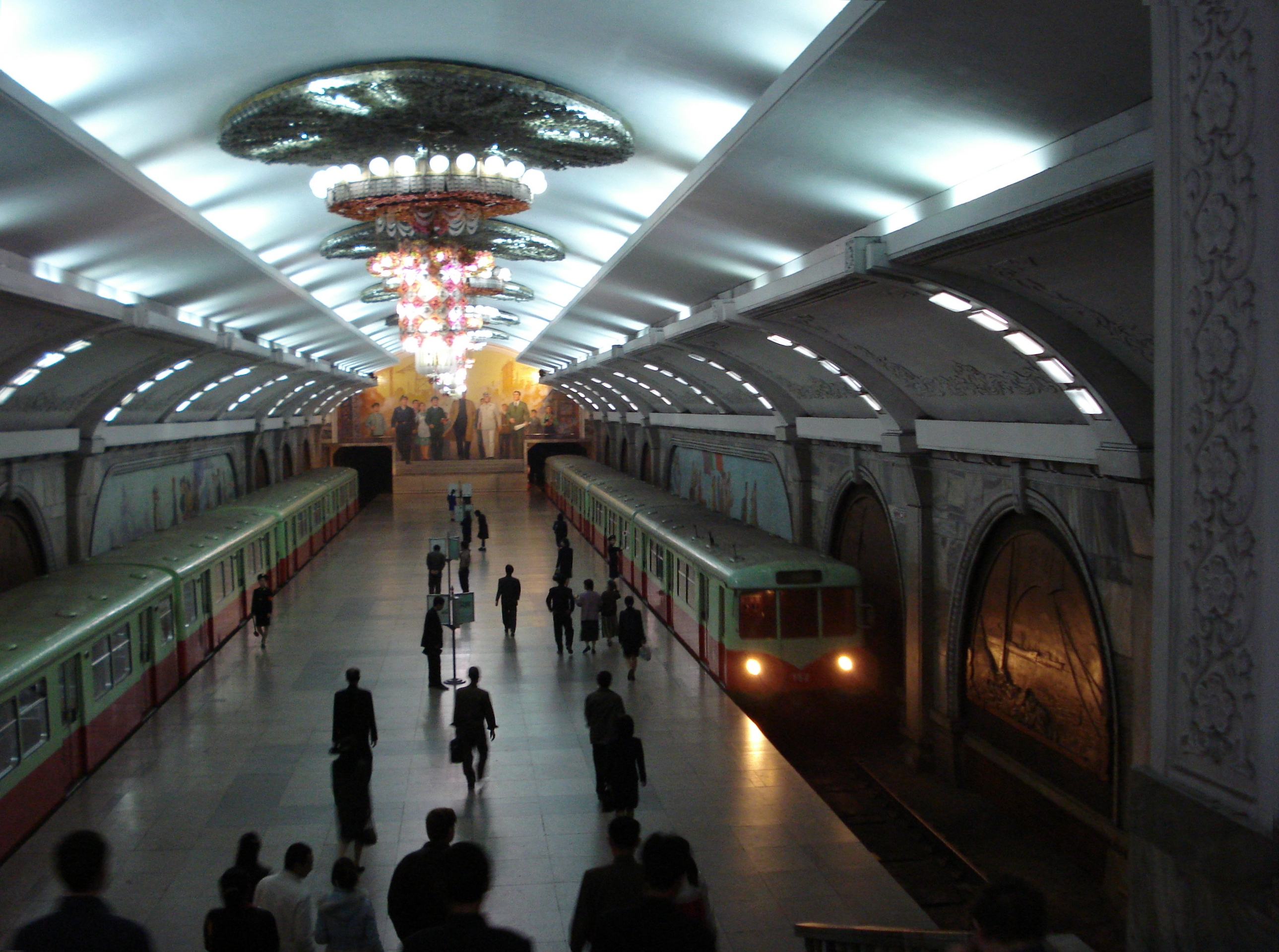
승강장의 모습